# Сен Ремон (Квебек)
Сен Ремон (фр. Saint-Raymond) је град у Канади у покрајини Квебек. Према резултатима пописа 2011. у граду је живело 9.615 становника.

## Становништво
Према резултатима пописа становништва из 2011. у граду је живело 9.615 становника, што је за 3,7% више у односу на попис из 2006. када је регистровано 9.273 житеља.
| 2006. | 2011. |
| ----- | ----- |
| 9.273 | 9.615 |